# Viola Myers
Viola Myers (Toronto, 1927 – aldaar, 15 november 1993) was een atlete uit Canada.
In 1944 liep Myers een nationaal Canadees record op de 80 meter, destijds een gangbare afstand. In 1948 liep ze een nationaal record op de 60 meter, dat tot 1973 stand hield.
Op de Olympische Zomerspelen van Londen in 1948 liep Myers de 100 meter, waarbij ze vierde werd in de finale. Op de 4x100 meter estafette behaalde ze met het Canadees estafette-team de bronzen medaille.
In 1950 nam Myers deel aan de Gemenebestspelen, waar ze de afstanden 100 en 220 yard liep.

## Persoonlijke records
| Onderdeel         | Resultaat | Jaar |
| ----------------- | --------- | ---- |
| 100 meter         | 12,2 s    | 1948 |
| 200 meter         | 25,7 s    | 1949 |
| 4x100 m estafette | 47,8      | 1948 |